# Coup d'État de 2021 au Mali
Le coup d'État de 2021 au Mali commence le 24 mai 2021, lorsque l'armée malienne met en arrêt le président du pays, Bah N'Daw, le Premier ministre, Moctar Ouane, et le ministre de la Défense désigné, Souleymane Doucouré.
Au lendemain de l’opération, le vice-président Assimi Goïta annonce avoir pris le pouvoir et destitué l’exécutif.
Il s'agit du deuxième coup d'État dans le pays en moins d'un an après celui de 2020, le troisième en dix ans avec la prise de contrôle militaire en 2012, et le cinquième de l'histoire du Mali après les coups d'État de 1991 et de 1968. 

## Contexte
Un coup d’État a lieu en août 2020, alors que le Mali est embourbé dans une guerre depuis 2012, avec de très nombreuses violences terroristes et interethniques. Outre ce coup d’État, la base de Kati a été le lieu de départ des coups d’État de 2012 et de 1968.
Le putsch a lieu dans un contexte de manifestations et de contestations du pouvoir depuis juin 2020. Celles-ci sont menées par le Mouvement du 5 Juin - Rassemblement des forces patriotiques (M5-RFP) contre la guerre et des irrégularités supposées lors des élections législatives de mars-avril 2020. Ces manifestations avaient dégénéré à Bamako les 10 et 11 juillet 2020, provoquant 23 morts et plus de 150 blessés selon l'opposition. Au moment du coup d’État de l’été 2020, une médiation de plusieurs chefs d’État et de la CEDEAO était en cours pour tenter d'apaiser les tensions politiques. Le 18 août 2020, le président Ibrahim Boubacar Keïta est renversé par l’armée. Le M5-RFP approuve l'opération de l'armée, estimant que « ce n'est pas un coup d'État militaire mais une insurrection populaire ».
La junte militaire à l’origine du putsch est dirigée par le colonel Assimi Goïta et le colonel-major Ismaël Wagué. Ce dernier annonce alors la formation du Comité national pour le salut du peuple (CNSP) et promet d’organiser rapidement des élections.

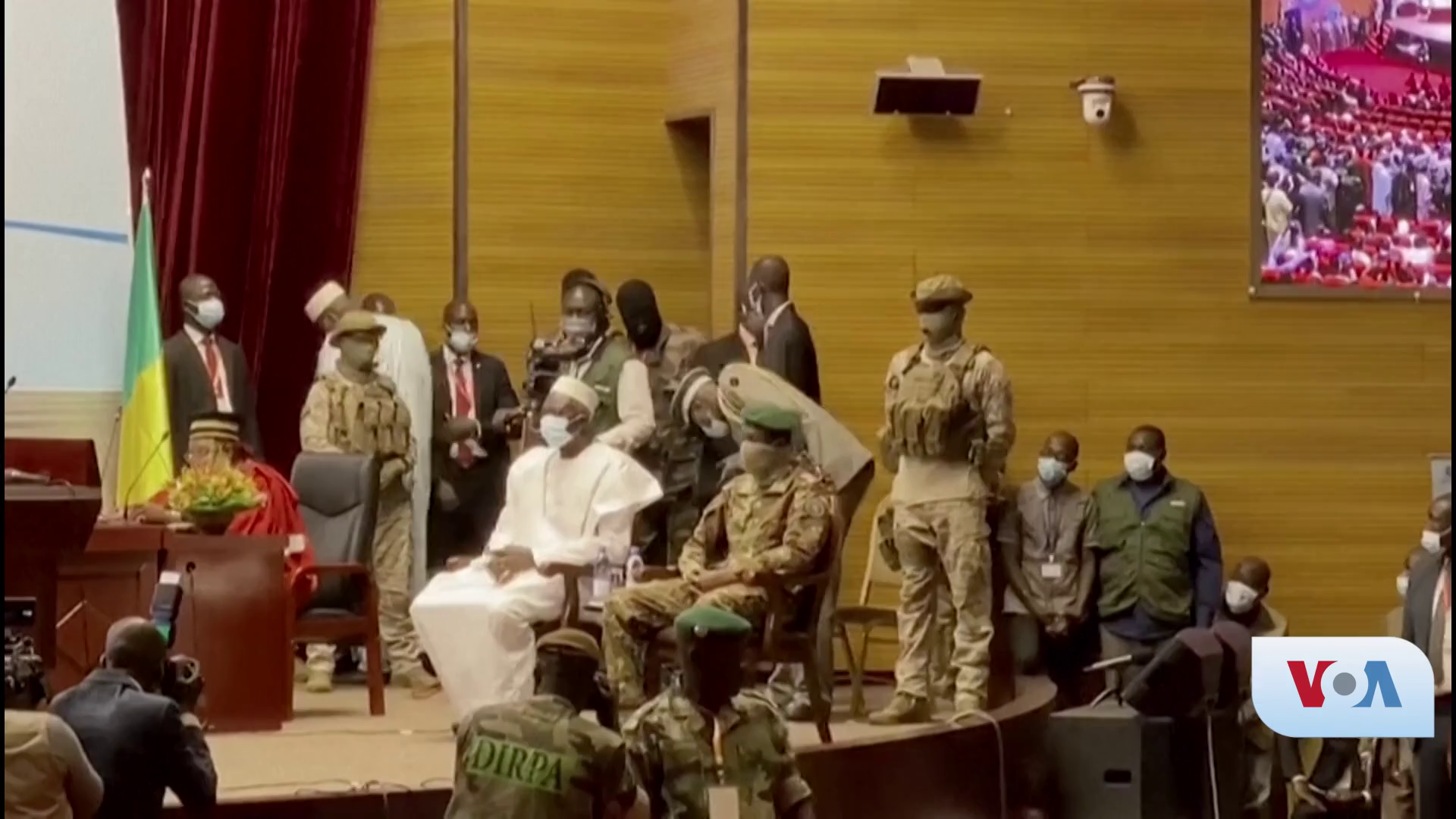
Bah N'Daw (en blanc) et Assimi Goïta (en treillis) assis côte-à-côte lors de leur cérémonie d'investiture comme président et vice-président de la Transition, le 25 9 2020.

La junte propose une transition de trois ans dirigée par un militaire avec un gouvernement majoritairement militaire. De son côté, la CEDEAO exige une transition d'un an maximum dirigée par un civil, ainsi qu'un Premier ministre civil et la nomination de l'exécutif transitoire d'ici au 15 septembre. À l'issue des concertations politiques, la durée de la transition est fixée à 18 mois. Le colonel à la retraite et ancien ministre de la Défense Bah N'Daw est désigné président de transition et Assimi Goïta vice-président, puis Moctar Ouane est nommé Premier ministre,. La Charte de transition prévoit notamment que ni le président ni le vice-président de la période de transition ne peuvent se présenter à l’élection présidentielle devant y mettre fin.
En octobre 2020, la CEDEAO lève les sanctions. Le 5 décembre, le Conseil national de la transition est lancé. Le 13 janvier 2021, la CEDEAO appelle à la dissolution du CNSP, qui est prononcée par décret cinq jours plus tard.
Contesté, le gouvernement Moctar Ouane démissionne début mai 2021. Le Premier ministre sortant est alors reconduit malgré l'opposition de la junte.

## Déroulement
Le 24 mai 2021, peu après l'annonce du gouvernement Moctar Ouane (2), qui se caractérise par la mise à l'écart des colonels Modibo Koné et Sadio Camara, membres de l'ex-CNSP, Bah N’Daw et le Premier ministre, ainsi que le ministre de la Défense, sont interpelés par des militaires proches du vice-président Goïta et conduits sous escorte militaire à Kati.

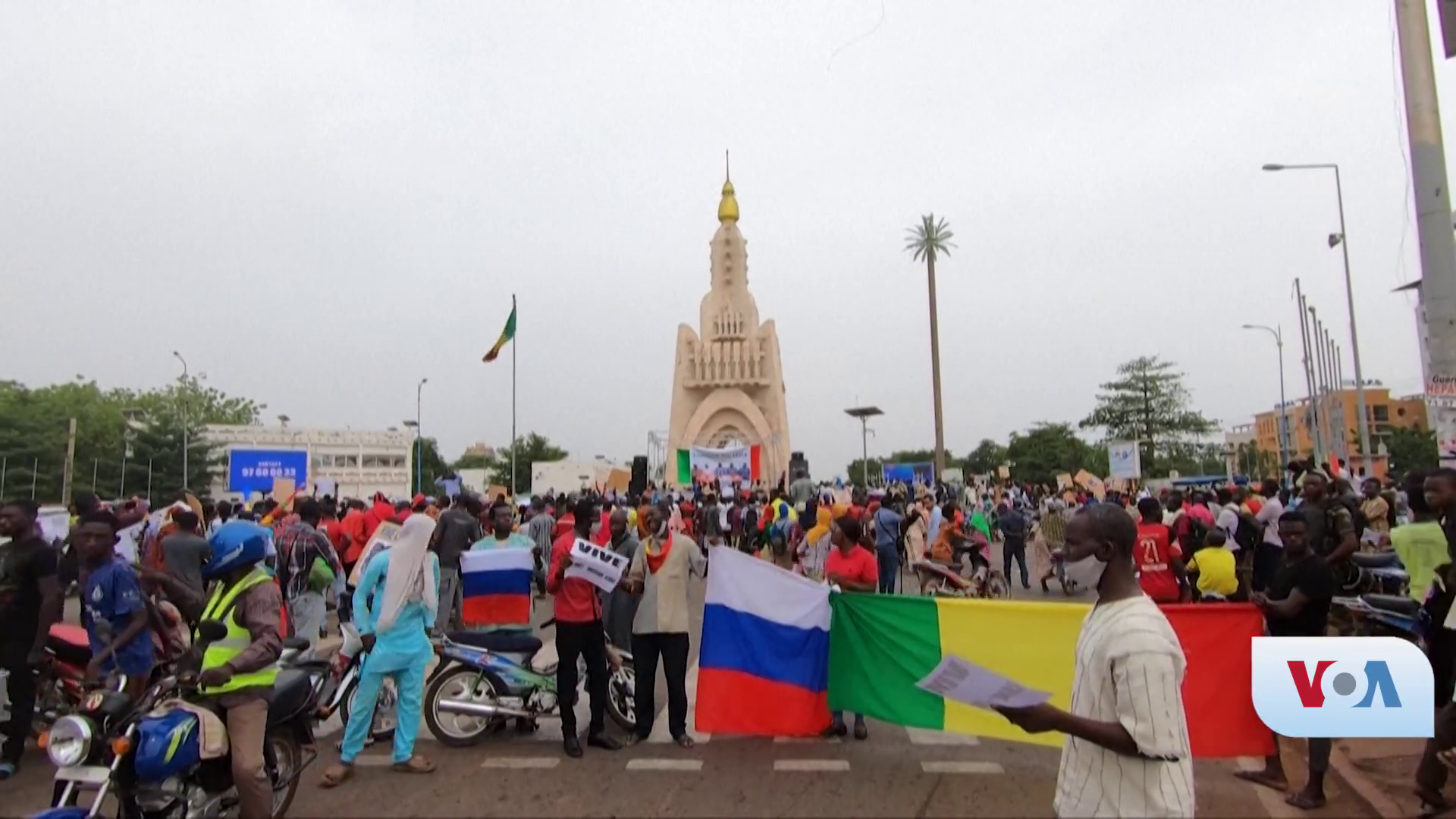
Manifestation d'habitants de Bamako en soutien au coup d'État.

L'armée annonce le lendemain à l'ORTM que Goïta a mis « hors de leurs prérogatives » le président de la Transition et le Premier ministre de transition — qu'il accuse du « sabotage [de la transition] » —, pour ne pas l'avoir consulté lors de la formation du gouvernement — alors que la charte de la transition lui confère un droit de regard sur le choix du ministre de la Défense et celui de la Sécurité, anciennement occupés par ses alliés Camara et Koné — mais que les élections sont toujours prévues pour 2022.

## Suites

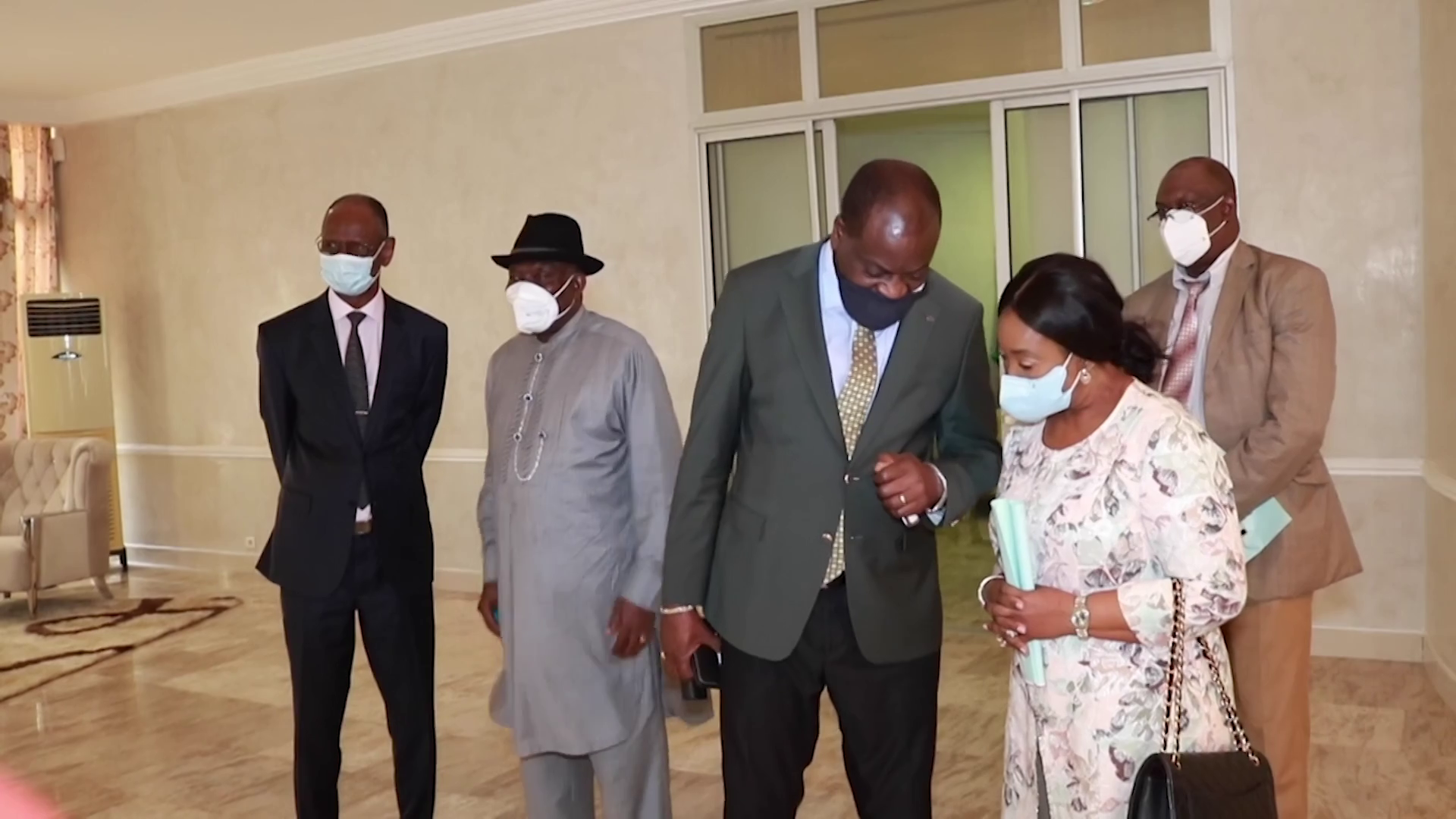
Arrivée du médiateur de la CEDEAO, Goodluck Jonathan (en gris), accompagné de Shirley Ayorkor Botchway.

Le 26 mai, Bah N'Daw et Moctar Ouane annoncent leur démission au médiateur de la CEDEAO Goodluck Jonathan. Par la suite, et « jusqu'à nouvel ordre », Assimi Goïta devient président de la Transition par intérim et les deux anciennes figures de l’exécutif sont libérées. Le 28 mai, constatant la vacance à la présidence, la Cour constitutionnelle le déclare président de la Transition par succession constitutionnelle jusqu'au terme de la période transitoire.
Le jour même, en marge d'une rencontre avec la classe politique, Assimi Goïta annonce que la fonction de Premier ministre reviendra au M5-RFP. Celui-ci désigne son chef, Choguel Maïga, pour prendre la tête du gouvernement. Maïga doit être formellement nommé le 7 juin, après la prestation de serment de Goïta à la Cour suprême.
En août 2021, la Cour de justice de la Communauté économique des États de l'Afrique de l'Ouest (CEDEAO) demande au Mali de justifier la résidence surveillée de Moctar Ouane et Bah Ndaw, qui sont privés de liberté depuis le 24 mai 2021.
En décembre 2021, à l'issue des « Assises nationales pour la refondation », qui proposent de prolonger la transition de six mois à cinq ans pour mener des réformes politiques, Assimi Goïta annonce qu’il souhaite prolonger de cinq ans la transition. Il suggère ainsi de tenir le référendum constitutionnel en janvier 2024, les élections législatives et sénatoriales en novembre 2025 et une élection présidentielle en décembre 2026. Cette proposition est discutée lors du sommet extraordinaire de la CEDEAO du 9 janvier suivant. En janvier 2022, la Cédéao annonce la mise sous embargo du Mali, sauf pour les denrées de première nécessité pour sanctionner le maintien au pouvoir des militaires au Mali.
Le 31 janvier 2022, la junte militaire au pouvoir demande à l’ambassadeur de France de quitter le Mali. Le 18 février, il est demandé à la France de « retirer, les forces “Barkhane” et “Takuba” du Mali. 
Le 21 février, la charte de la transition est effectivement amendée pour prolonger la durée de la transition pour une durée indéterminée maximale de cinq ans. Par ailleurs, le nombre de députés du CNT passe de 121 à 147 membres. Aussi, Assimi Goïta est inéligible à la prochaine présidentielle, sauf s'il démissionne de ses fonctions. Enfin, le président du CNT devient le successeur constitutionnel du président de la Transition,,.
En mars 2022, les médias français Radio France internationale et France 24 sont interdits par la junte après que ceux-ci ont relayé les implications dans le meurtre de civils de l'armée malienne et du Groupe Wagner.

## Réactions
L'opération est condamnée par l'Union africaine, la CEDEAO, la France, le Royaume-Uni, l'Allemagne et l'ONU, tandis que le médiateur de la CEDEAO l'ancien président nigérian Goodluck Jonathan doit se rendre à Bamako le lendemain. Le 30 mai, la CEDEAO suspend le Mali de ses rangs, mais sans imposer des sanctions et exige la nomination d'un Premier ministre civil. L'Organisation internationale de la francophonie suspend à son tour le pays le 3 juin.
Le putsch et les arrestations des responsables de la transition sont dénoncés par l'Association malienne des droits de l'homme et la Commission nationale des droits de l'homme.
Les États-Unis annoncent la suspension de leur aide aux forces armées maliennes, sans toutefois que l’ONU ne mette en place de sanctions contre le régime. Le 3 juin, la France annonce la suspension à titre temporaire des opérations menées avec les FAMa.
Le 5 juin, la Banque mondiale annonce la suspension de ses opérations monétaires dans le pays.
Le CEDEAO annonce le 9 juin qu’elle a été « rassurée » par Assimi Goïta sur un futur retour des civils au pouvoir. Elle maintient toutefois sa suspension du pays de ces instances.
Le 10 juin, le président français annonce la fin de l'opération Barkhane « en tant qu'opération extérieure pour permettre une opération d’appui, de soutien et de coopération aux armées des pays de la région qui le souhaitent ». Cette annonce s'inscrit dans une volonté politique de la France de réduire à moyen terme sa présence militaire dans la zone, tout en s'appuyant sur la montée en puissance du groupement de forces spéciales européennes Task Force Takuba qu'elle a initiée et qui rassemble 600 hommes au Mali.